# Central Fidelity Bank International 1980
Il Central Fidelity Bank International 1980 è stato un torneo di tennis giocato sul sintetico indoor. È stata la 1ª edizione del torneo, che fa parte del WTA Tour 1980. Si è giocato a Richmond negli USA dal 21 al 27 luglio 1980.

## Campionesse

### Singolare
Martina Navrátilová ha battuto in finale  Mary Lou Daniels con il punteggio di 6–3, 6–0

### Doppio
Billie Jean King /  Martina Navrátilová hanno battuto in finale  Pam Shriver /  Anne Smith con il punteggio di 6–4, 4–6, 6–3